# Robert Eberle
Robert Eberle (* 22. Juli 1815 in Meersburg am Bodensee; † 19. September 1860 in Eberfing bei München) war ein deutscher Maler.

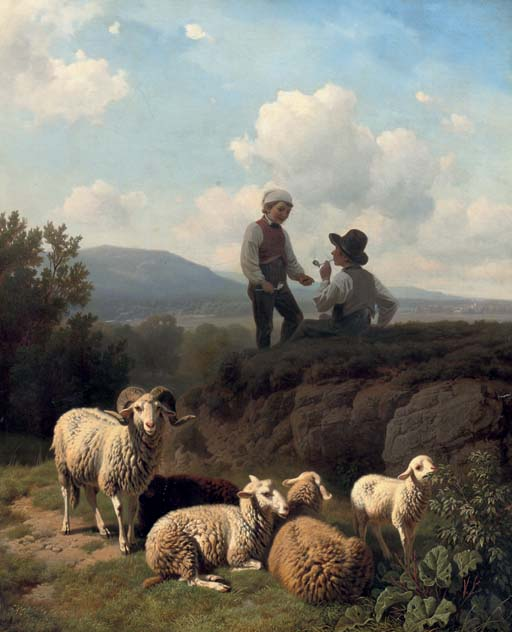
Junge Hirten mit ihrer Herde

## Biografie
Robert Eberle wurde am 22. Juli 1815 in Meersburg geboren.
Er war Schüler des Landschafts- und Tiermalers Johann Jakob Biedermann in Konstanz und ging 1830 nach München. Dort studierte er Ruisdael und Dujardin und erwarb sich bald selbst einen Namen.
1842 heiratete Eberle in München. 1848 ging er nach Amerika, kehrte aber bereits nach drei Monaten zurück und blieb in München sesshaft. Er war auch als Aquarellmaler und Lithograf tätig.
Er war dafür bekannt, die Charakteristiken von Haustieren, insbesondere Schafen, in seinen Zeichnungen sehr gut wiedergeben zu können.
Sein Sohn Adolf Eberle (1843–1914) war ebenfalls Maler. Robert Eberle verstarb am 19. September 1860 in Eberfing bei München im Alter von 45 Jahren.

## Werke
- Ein Hirt bei seinen Schafen
- Vom Blitz erschlagen (in Kopenhagen)
- Eine Tiergruppe beim Heranziehen eines Gewitters
- Eine von Wölfen überfallene Schafherde
- Von einem Adler in den Abgrund gejagte Alpenschafe
- Hirtin am Brunnen (Hamburg, privat)